# Emerih Ulman
Emerih Ulman (Emerich Ullmann, Pečuj, 23. februar 1861 — Beč, 1937) bio je austrijski hirurg koji je dao značajan doprinos razvoju hirurgije i bakteriolog. U istoriji medicine postao je poznat kao pionir u retransplantaciji bubrega (psu, a ubrzo nakon toga i bubreg sa psa na kozu), i prvim ksenogeničnim transplantacijama u istoriji medicinske nauke.

## Život i karijera
Rođen je 23. februara 1861. godine u Pečuju u jugozapadnoj Mađarskoj, u tadašnjoj Austrougarskoj, od oca porodičnog lekara u tom gradu. Detinjstvo je proveo u Jevrejskoj zajednice Pecčuja u kojoj se govorilo nemačkim jezikom (i sam grad Pećuj se tada zvao Fünfkirchen).
Medicinu je studirao u Beču u kome je i proveo ostatak života, sve do smrti 1937. godine. Diplomirao je 1884. godine u 23-godinji života. Po završenom školovanju godinu dana se bavio bakteriologijom, u to vreme novom granom medicine. U svojim istraživanjima u oblasti bakteriologije sarađivao sa čuvenim Robertom Kohom i Lujom Pasterom. Zahvaljujući upravo saradnji Ulmana sa Pasterom započela je primena vakcine protiv besnila u tadašnjoj Austrugarskoj.
Potom je specijalizirao je hirurgiju na Prvoj hirurškoj univerzitetskoj klinici u Beču čiji je šef bio prof. Eduard Albert. Po završetku specijalizacije 1886. godine postao je asistent. Habilitirao je 1891. godine pred trojicom eminentnih hirurga toga vremena: Teodorom Bilrotom, Eduardom Albertom i Josefom Weinlechnerom, na temu „Ruptura mokraćne bešike uzrokovana njenom prepunjenošću”. Nakon habilitacije postao je šef hirurgije u katoličkoj bolnici Hartmannspital u Beču. Iste godine kršten je u kapelici bolnice u kojoj je i radio, nakon što se odrekao judaizma i prihvatio rimokatoličku veru.

## Delo
Nа početku eksperimentalnog rada u hirurgiji Ulmana se bavio transplantacijom creva. Izvodio je eksperimente sa autotransplantacijom creva na svinji, umetanjem segmenta kolona u jejunum. Zatim je obavio homotransplantaciju kod psa i ksenotransplantaciju creva sa psa na svinju.
Kako je u toku eksperimentalnih operacija kod životinja dolazilo do kardiocirkulatornog zastoja, on je uzgred opisao i torakotomiju i primenu neposredne, otvorene masaže srca, što je najverovatnije bio i prvi dokumentovani opis ovakvog postupka u urgentnoj medicini.
Konačno, 1914. godine napisao je prvu monografiju o stanju u transplantacionoj medicini, pod nazivom Transplantaciji tkiva i organa (Tissue and Organ Transplantation), koja sumira iznenađujuće veliko iskustvo u transplantacionoj medicini svog vremena. Sa očiglednim imunološkim preprekama za transplantaciju, prvi „tehnički hirurški period” transplantacije privremeno je okončan, 1930-tih godina, nakon smrti Ulmana, jer nastavak klinička transplantacija nije bio moguć sve dok nisu otkrivena i postala dostupna efikasna sredstva imunosupresije 1950-ih godina.

## Bibliografija
- „Experimenteller beitrag zur frage über die innere sekretion der Niere.”. Wien Med Wochenschr. 75: 787—8. 1926..
- „Officielles Protokoll der k.k. Gesellschaft der Ärtze in Wien.”. Wien Klin Wochenschr. 15: 707. 1902..
- „Experimenteller beitrag zur frage über die innere sekretion der Niere.”. Wien Mmed Wochenschr. 75: 787—8. 1926..
- „Experimentelle Nierentransplantation”. Wien Klin Wochenschr. 15: 281—2. 1902..
- „Officielles Protokoll der k.k. Gesellschaft der Ärtze in Wien.”. Wien Klin Wochenschr. 15: 707. 1902..
- „Über durch füllung erzeugte blasenrupturen.”. Wien Med Wochenschr. 37: 749—52. 1887..
- „Über darmtransplantation.”. Wien Med Wochenschr. 50: 1617. 1900..
- „Officielles Protokoll der k.k. Gesellschaft der Ärtze in Wien wom 7. juni 1901. Mikroskopische Präparate über Transplantation von Verschiedenen Abschnitten des Verdauungstractes”. Wien Klin Wochenschr. 14: 599. 1901..
- „Experimenteller beitrag zur frage über die innere sekretion der Niere”. Wien med Wochenschr. 75: 787—8. 1926..
- „Experimentelle Nierentransplantation”. Wien Klin Wochenschr. 15: 281—2. 1902..
- „Officielles Protokoll der k.k. Gesellschaft der Ärtze in Wien.”. Wien klin Wochenschr. 15: 707. 1902..
- „Tissue and organ transplantation”. Annals of Surgery. 60: 195—219. 1914.

## Spoljašnje veze
- History Of Renal Transplant